# Androsace hedreantha
Androsace hedreantha là một loài thực vật có hoa trong họ Anh thảo. Loài này được Griseb. mô tả khoa học đầu tiên năm 1844.